# Ахмед аль-Рахави
Ахмед Галеб Насер аль-Рахави (араб. أحمد غالب ناصر الرَهَوِي اليافِعي) — йеменский политик, нынешний премьер-министр правительства, возглавляемого хуситами, с 10 августа 2024 года. Он является членом партии Всеобщий народный конгресс и ранее входил в Верховный политический совет.

## Биография
Аль-Рахави родом из Ханфара, мухафаза Абьян, Йемен, и принадлежит к племени Аль-Рахави. Его отец, Галеб Насер аль-Рахави, был политическим деятелем и убит в 1970-х годах. Сам Ахмед аль-Рахави начал заниматься политикой, занимая с 2000 по 2015 год ряд высоких местных должностей, включая пост генерального директора и председателя местного совета района Ханфар, заместителя губернатора мухафазы Эль-Махвит и заместителя губернатора мухафазы Абьян.
Аль-Рахави несколько раз становился целью покушений, в результате которых были ранены члены его семьи, а в 2015 году «Аль-Каида» взорвала его единственный дом в Ба-Тайсе. После этого он переехал в столицу Йемена — Сану. Позже он стал губернатором мухафазы Абьян, а в 2019 году был назначен в Высший политический совет, являющийся исполнительным органом власти на контролируемых хуситами территориях Йемена.
Аль-Рахави является членом партии Всеобщий народный конгресс и входит в Центральный комитет партии. 10 августа 2024 года он был назначен премьер-министром Йемена Высшим политическим советом, сменив на этом посту Абдула Азиза бин Хабтура. Его назначение сопровождалось реорганизацией правительства, получившего название «Правительство перемен и строительства».